# Jane Byrne
Pour les articles homonymes, voir Byrne.
Jane Margaret Byrne, née Jane Margaret Burke le 24 mai 1933 à Chicago et morte le 14 novembre 2014 dans cette même ville, est une femme politique américaine membre du Parti démocrate, première femme élue maire de Chicago,. Elle a exercé son mandat du 16 avril 1979 au 29 avril 1983. Chicago est la plus grande ville des États-Unis à avoir eu une femme comme maire.

## Biographie
Byrne est née Jane Margaret Burke le 24 mai 1933 à l'hôpital John B. Murphy dans le secteur de Lakeview (dans le North Side), de Katherine Marie Burke (née Nolan), une femme au foyer, et de William Patrick Burke, vice-président de la Inland Steel Company, une entreprise sidérurgique basée à Chicago. Byrne grandit au sein d'une famille d'origine irlandaise.
Élevée dans le secteur de Bridgeport (dans le South Side), Byrne est diplômée de l'école secondaire Saint Scholastica et a fréquenté le Saint Mary-of-the-Woods College pour sa première année d'université. Byrne a ensuite été intégrée au Barat College, un établissement catholique situé à Lake Forest près de Chicago, où elle a obtenu un baccalauréat en chimie et biologie en 1955. Elle est également diplômée de l'université DePaul, un établissement catholique d'enseignement supérieur situé à Chicago.
En 1956, elle épouse William P. Byrne, un marine. Le couple a eu une fille, Katherine C. Byrne (née en 1957). Le 31 mai 1959, alors qu'il volait à bord d'un Douglas AD Skyraider, entre la Marine Corps Air Station Cherry Point et la Naval Air Station Glenview, le lieutenant Byrne tenta par deux fois d'atterrir sur la base de Glenview par un épais brouillard, cependant l'aile de son avion heurta le porche d'une maison voisine et l'appareil s'écrasa dans le Sunset Memorial Park. Le lieutenant Byrne fut tué sur le coup.
En 1978, Byrne a épousé le journaliste Jay McMullen et ils sont restés mariés jusqu'à sa mort d'un cancer du poumon en 1992. Des années 1970 jusqu'à sa mort en 2014, Byrne a vécu dans le même immeuble sur Michigan Avenue. Elle a un petit-fils, Willie. Sa fille, Kathy, est avocate dans un cabinet de Chicago.
En 1992, Byrne sort un livre intitulé My Chicago qui couvre sa vie à travers sa carrière politique.

## Carrière politique
Byrne est entrée en politique pour faire du bénévolat dans la campagne présidentielle de John Fitzgerald Kennedy en 1960. Au cours de cette campagne, elle a rencontré pour la première fois le maire de Chicago Richard J. Daley. Après avoir rencontré Daley, il l'a nommée à plusieurs postes, en commençant en 1964 par un emploi dans un programme de la ville de lutte contre la pauvreté. En juin 1965, elle a été promue et a travaillé avec le Chicago Committee of Urban Opportunity.
Avant son mandat de maire, Byrne a été surintendante au Département du droit de la consommation de la ville de Chicago (Chicago Department of Consumer Affairs ; DCA) de 1969 à 1977.
En 1976, Byrne a accusé le maire démocrate nouvellement nommé Michael Anthony Bilandic d'être injuste envers les citoyens de la ville en approuvant une augmentation des tarifs de taxi réglementés, ce qui, selon Byrne, était le résultat d'un "accord clandestin".

### Maire de Chicago (1979-1983)
Annonçant officiellement sa campagne à la mairie en août 1977, Byrne s'est associée au journaliste et consultant politique de Chicago Don Rose, qui a été son directeur de campagne. En 1979, Byrne défie le candidat Michael Anthony Bilandic lors de la primaire démocrate pour la mairie de Chicago. Se présentant pour un second mandat, Bilandic est farouchement critiqué par Byrne pour l'ingérence de son administration au début de l'année 1979. Au départ, les observateurs politiques pensaient qu'elle avait peu de chances de gagner. Un mémorandum à l'intérieur de la campagne de Bilandic a déclaré qu'il devrait la dépeindre comme « une personne stridente, chargeante et vindicative ».

Le blizzard de 1979 paralysa durant plusieurs jours les rues de Chicago.

Cependant, au mois de janvier, le blizzard de 1979 à Chicago a paralysé toute la ville et a fait de Bilandic un leader inefficace. De nombreux électeurs républicains ont voté lors de la primaire démocrate pour battre Bilandic. Les électeurs furieux des quartiers nord de la ville (North Side) ont riposté contre Bilandic. Ces facteurs se sont combinés pour donner à Byrne une victoire de 51 % à 49 % sur Bilandic dans la primaire. Se positionnant comme réformatrice, Byrne a ensuite remporté l'élection principale avec 82,1 % des voix, le score le plus important jamais remporté lors d'une élection à la mairie de Chicago.
L'une des crises auxquelles Byrne a été confrontée au cours de sa première année en tant que maire était une grave pénurie de fonds à la fois dans le gouvernement municipal et dans le Chicago Board of Education (le conseil scolaire de la ville). Cela est dû à des pratiques d'emprunt passées douteuses et a nécessité à la fois des coupes budgétaires et d'autres emprunts pour résoudre.
Au cours de sa campagne, Byrne a promis d'apporter un soutien solide aux arts du spectacle. En tant que maire, elle a donné 200 000 dollars de subventions à l'opéra lyrique de Chicago, un des principaux opéras aux États-Unis, dans le but de fournir davantage de divertissements familiaux.

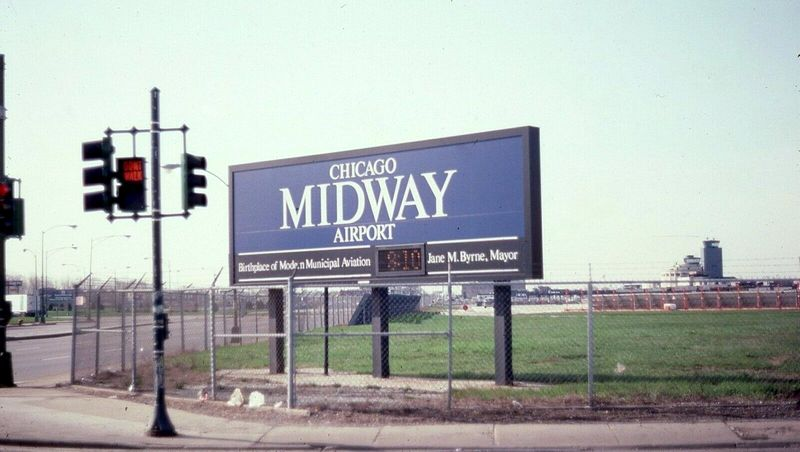
Pancarte géante à l'aéroport international Midway de Chicago en 1982, avec « Jane M. Byrne, Maire de Chicago » marqué dessus lors de son mandat.

En 1980, Byrne a nommée Ruth B. Love, la première femme surintendante et première afro-américaine, à la tête du Chicago Public Schools (CPS),,, le district scolaire de la ville de Chicago. Elle a été la première maire à reconnaître officiellement la communauté homosexuelle de Chicago. Elle a inaugurée la première « marche des fiertés » (Gay Pride) officielle de la ville en 1981. Cependant, pendant son mandat, Byrne s'est éloignée de bon nombre des principes progressistes sur lesquels elle avait fait campagne. Byrne collabora avec des membres du conseil municipal de Chicago tels que Edward M. Burke et Edward Vrdolyak, qui, lors de sa campagne de 1979, elle dénonça comme une "cabale maléfique".
En 1981, Byrne a dissous le service de police dédié à la Chicago Transit Authority, transférant ses fonctions à la place au département de police du Chicago Police Department (CPD).
En 1982, elle a soutenu le conseiller municipal de Chicago Edward Vrdolyak, face à George Dunne, dans la campagne pour la présidence du Parti démocrate du comté de Cook.

### Cabrini-Green
Le 26 mars 1981, Byrne a décidé d'emménager dans le grand ensemble de Cabrini-Green, un quartier du secteur de Near North Side en proie à la criminalité. Après 37 fusillades entraînant 11 meurtres sur une période de trois mois, de janvier à mars 1981, Byrne prend la décision de se rapprocher de la population. Byrne y est restée pendant trois semaines pour attirer l'attention sur les problèmes de criminalité et d'infrastructures. Le séjour de Byrne à Cabrini s'est terminé le 18 avril 1981, à la suite d'une célébration de Pâques. Selon certains politiciens de Chicago, le passage de Byrne à Cabrini n'était qu'un coup de publicité,,,.

### Ordonnance sur les armes de poing
En janvier 1982, Byrne a proposé une ordonnance interdisant l'enregistrement de nouvelles armes de poing. Cependant, cette nouvelle ordonnance a été controversée. L'ordonnance a été créée pour geler le nombre d'armes de poing détenues légalement à Chicago et obliger les propriétaires d'armes de poing à les réenregistrer chaque année. L'ordonnance a été approuvée par un vote de 6 contre 1 en février 1982. L'ordonnance a été annulée par la Cour suprême des États-Unis dans l'affaire McDonald c. City of Chicago en 2010.

### Organisation d'événements spéciaux

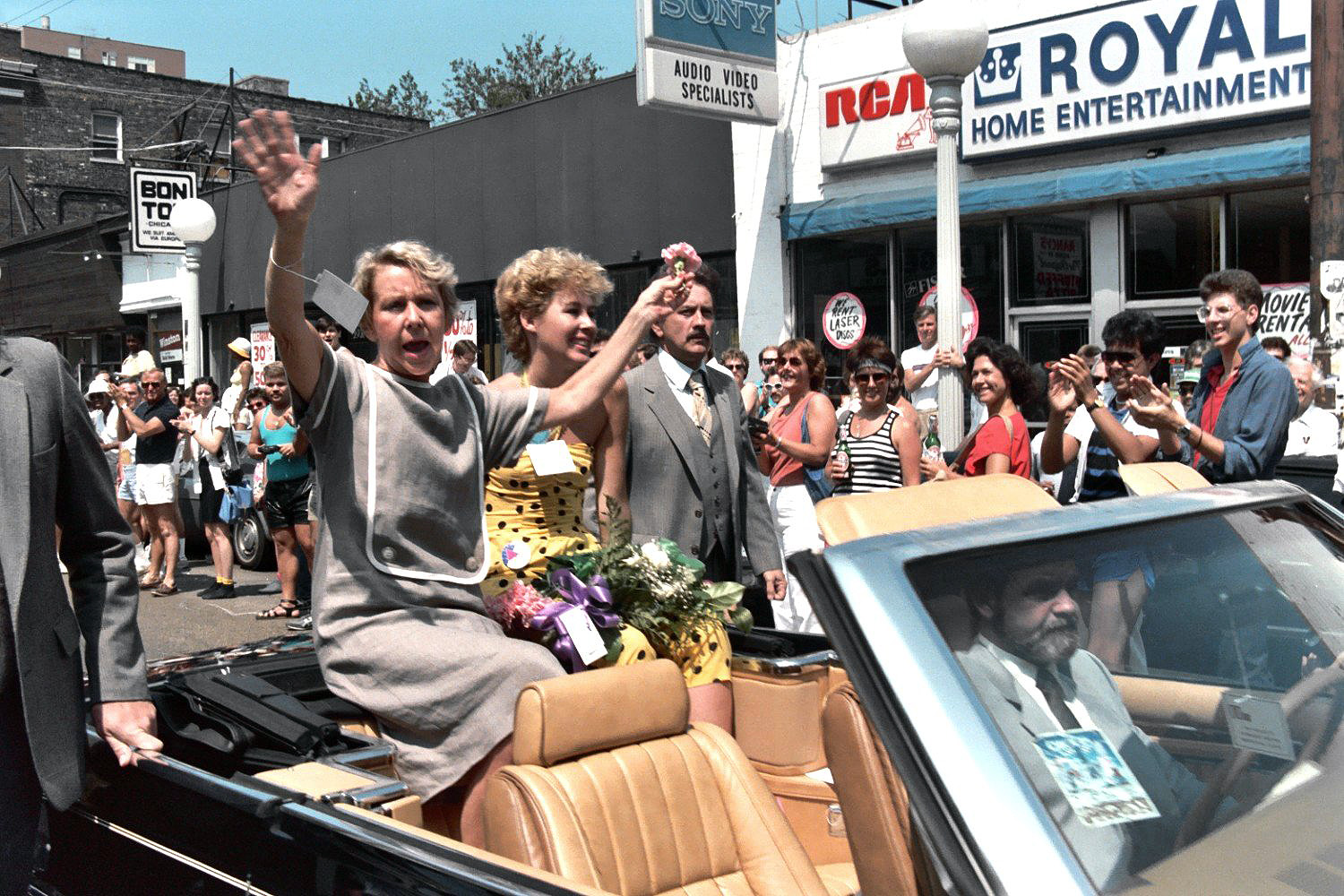
Jane Byrne lors de la marche des fiertés en 1985.

Byrne a utilisé des événements spéciaux, tels que le festival de musique annuel ChicagoFest, pour revitaliser la jetée Navy et la salle de spectacle du Chicago Theatre. Le ChicagoFest a été créé et inauguré en 1978, soit un an avant son élection. Les festivals inaugurés pendant son mandat comprennent le Taste of Chicago, le plus grand festival gastronomique du monde. Byrne a organisé un certain nombre d'événements à plus petite échelle dans les quartiers de la ville. En tant que maire, Byrne était une fervente partisane du projet d'Exposition universelle de 1992 à Chicago. Cependant, cette exposition s'est tenue du 20 avril au 12 octobre 1992 à Séville, en Espagne, sur l'île de La Cartuja.

## Fin de vie
Le 14 novembre 2014, Byrne est entrée en soins palliatifs et est décédée à Chicago, à l'âge de 81 ans, des complications d'un accident vasculaire cérébral qu'elle a subi en janvier 2013. Elle laisse dans le deuil sa fille Katherine et son petit-fils Willie. Sa messe funéraire a eu lieu à l'église St. Vincent de Paul le lundi 17 novembre 2014. Elle a été enterrée au cimetière catholique de Calvary à Evanston, juste au nord de la ville de Chicago.
Lors d'une cérémonie d'inauguration tenue le 29 août 2014, le gouverneur de l'Illinois Pat Quinn a renommé le Circle Interchange (échangeur autoroutier du centre de Chicago) en « Jane Byrne Interchange ». En juillet 2014, le conseil municipal de Chicago a voté pour renommer la place entourant la Chicago Water Tower (château d'eau historique) sur le prestigieux Magnificent Mile (portion de Michigan Avenue) en « Jane M. Byrne Plaza » en son honneur.

## Sources
- Benjamin, Robert. "Jane Byrne Builds Her Own 'Camelot'", Chicago Tribune, February 28, 1979, p. 11.
- Bliss, George, and Robert Davis. "IRS Probing Taxi Scandal", Chicago Tribune, January 30, 1976, p. 3.
- Grossman, James R., Ann Durkin Keating and Janice L. Reiff, editors. Encyclopedia of Chicago. University of Chicago Press, 2004.
- Unger, Robert. "'Tis a Great Day for Jane, Jay", Chicago Tribune, March 18, 1978, p. B6.
- Wiedrich, Bob. "Jane Byrne may have Her Eye on a Big White House", Chicago Tribune, June 17, 1979, p. 5.